# Thân Nhân Trung
Thân Nhân Trung (chữ Hán: 申仁忠, sống vào thế kỷ 15), tự Hậu Phủ (chữ Hán: 厚甫), là một danh sĩ Việt Nam, đứng địa vị Phó đô Nguyên súy Tao đàn Nhị thập bát Tú của Lê Thánh Tông. Ông từng đỗ Tiến sĩ, làm quan nhà Hậu Lê dưới hai đời vua là Lê Thánh Tông và Lê Hiến Tông, từng giữ các chức Đông các Đại học sĩ kiêm Tế tửu Quốc tử giám, kiêm Thượng thư bộ Lễ, trưởng Hàn lâm viện sự, Thượng thư bộ Lại, nhập nội phụ chính. Ông có câu nói nổi tiếng "Hiền tài là nguyên khí quốc gia".

## Thân thế và sự nghiệp
Theo các sách Đăng khoa lục thì Thân Nhân Trung, còn gọi là Thân Trọng Đức. Ông quê ở làng Yên Ninh, tục gọi là làng Nếnh, phủ Bắc Giang (nay thuộc phường Nếnh, tỉnh Bắc Ninh). Có thể thuộc dòng dõi Thân Thừa Quý trên đất Lạng Sơn. đỗ muộn, năm Quang Thuận thứ 10 đời vua Lê Thánh Tông, tức là năm Kỷ Sửu (1469), ông mới thi đậu Hội nguyên, Đệ tam giáp Đồng Tiến sĩ xuất thân. Ngay sau khi thi đỗ tiến sĩ, ông được cử làm Hàn lâm viện thị độc, sau đó thăng Hàn lâm viện thừa chỉ, kiêm Đông các Đại học sĩ, kiêm Quốc tử giám tế tửu. Vua Lê Thánh Tông đánh giá tài năng của Thân Nhân Trung rất cao: ông được vua cử làm độc quyển cho các khoa thi Đình năm Ất Mùi (1475), năm Canh Tuất (1490), năm Quý Sửu (1493), năm Bính Thìn (1496), là các niên hiệu Hồng Đức từ thứ 6 đến thứ 27.
Năm Hồng Đức thứ 6 (1475), Thân Nhân Trung cùng với Lê Niệm, Đào Tuấn, Đỗ Nhuận, Quách Đình Bảo... được cử đi tiễn sứ giả nhà Minh là Quách Cảnh về nước.
Năm Hồng Đức thứ 14 (1483) vua Lê Thánh Tông sai Thân Nhân Trung, cùng với Quách Đình Bảo, Đào Cử, Đàm Văn Lễ, bắt đầu soạn bộ sách Thiên Nam dư hạ và Thân chinh ký sự.

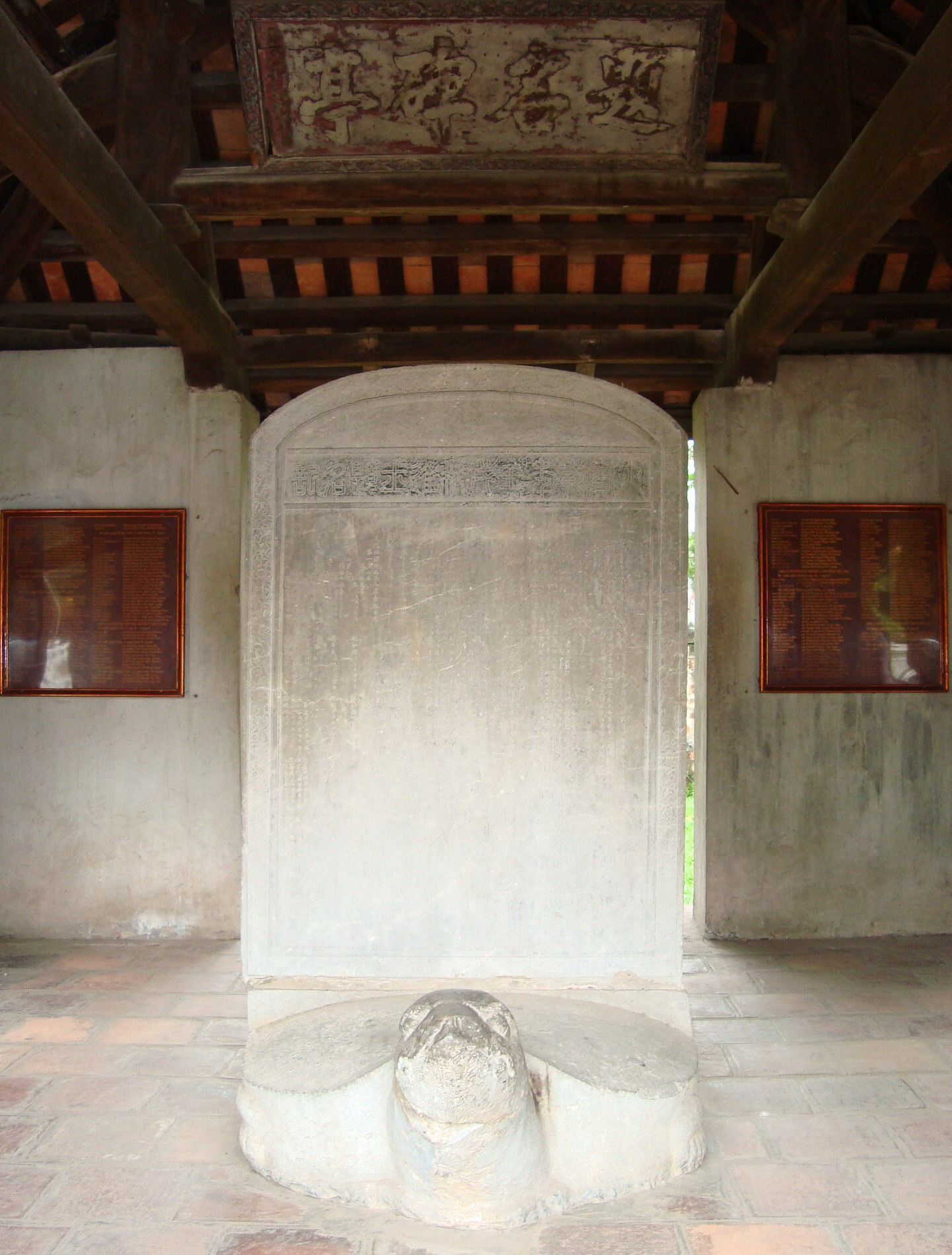
Bia tiến sĩ khoa thi nho học năm Nhâm Tuất (1442), do Thân Nhân Trung soạn lời văn.

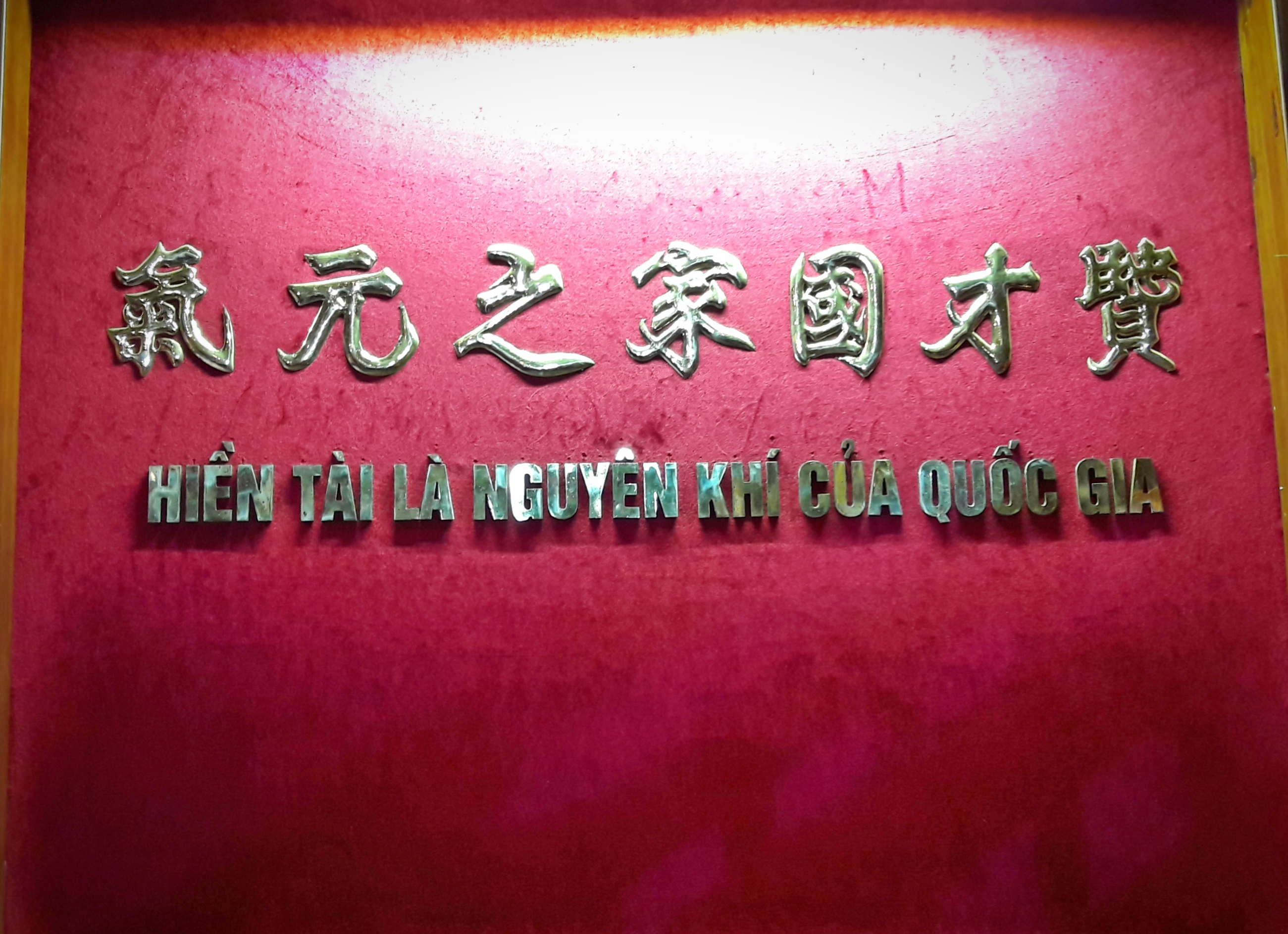
Trích đoạn văn bia được trưng bày tại Văn Miếu - Quốc Tử Giám ở Hà Nội: "Hiền tài quốc gia chi nguyên khí."

Năm Hồng Đức thứ 15 (1484), Thân Nhân Trung cùng các quan bộ lễ khác tiến hành viết các bài văn bia để khắc vào các bia tiến sĩ đầu tiên của Việt Nam, các bia này hiện đặt tại Văn Miếu - Quốc Tử Giám, ghi lại mục đích lập mỗi khoa thi nho học, hoàn cảnh lịch sử các khoa thi được khắc bia, hoàn cảnh ra đời của văn bia, và nội dung quan trọng nhất là đề danh các tiến sĩ đỗ đại khoa trong khoa thi đó. Thân Nhân Trung được giao soạn bài văn bia cho bia tiến sĩ đầu tiên khoa Nhâm Tuất (1442). Khi viết về mục đích các khoa thi nho học, trong bài văn bia này, Thân Nhân Trung đã nêu bật được tầm quan trọng của giáo dục nhân tài đối với việc hưng thịnh của đất nước:
| “                 | ...Hiền tài là nguyên khí của quốc gia, nguyên khí thịnh thì thế nước mạnh mà hưng thịnh, nguyên khí suy thì thế nước yếu mà thấp hèn. Vì thế các bậc đế vương thánh minh không đời nào không coi việc giáo dục nhân tài, kén chọn kẻ sĩ, vun trồng nguyên khí quốc gia làm công việc cần thiết... | ” |
| — Thân Nhân Trung | |   |

Năm Hồng Đức thứ 26 (1495), Lê Thánh Tông lập hội thơ Tao Đàn, tự xưng là Tao Đàn đô nguyên súy, Thân Nhân Trung và Đỗ Nhuận được cử làm Tao Đàn phó đô nguyên súy. Thân Nhân Trung đóng góp phần đáng kể vào các tập thơ Quỳnh uyển cửu ca, Hồng Đức quốc âm thi tập, những tác phẩm tiêu biểu của hội Tao Đàn.

## Gia thế
- Là người mở đầu cho một gia tộc khoa bảng, ba đời liên tiếp với 4 vị đỗ tiến sĩ và đều làm quan dưới thời vua Lê Thánh Tông.
- Khoa thi năm Tân Sửu niên hiệu Hồng Đức thứ 12 (1481), con trai thứ của ông là Thân Nhân Vũ (còn gọi là Thân Tông Vũ), 38 tuổi đỗ Tiến sĩ[1]. Thân Nhân Vũ sau này cũng tham gia hội Tao đàn Nhị thập bát tú.
- Khoa thi năm Đinh Mùi niên hiệu Hồng Đức thứ 18 (1487) cháu nội ông là Thân Cảnh Vân, 25 tuổi đỗ Thám hoa. Thân Cảnh Vân là con Thân Nhân Tín, con cả của ông.
- Khoa thi năm Canh Tuất niên hiệu Hồng Đức thứ 21 (1490), con trai đầu của ông là Thân Nhân Tín, 52 tuổi đỗ Tiến sĩ. Nhân Tín đỗ sau con trai mình là Thân Cảnh Vân một khoa (sau 3 năm).

Vua Lê Thánh Tông từng ca ngợi gia tộc này bằng câu thơ:
Thập Trịnh đệ huynh liên quý hiển,
Nhị Thân phụ tử bội ân vinh. (nói Thân Nhân Trung và Thân Nhân Vũ)
tức là:
Mười anh em nhà họ Trịnh nối nhau quý hiển,
Hai cha con nhà họ Thân tắm gội ân vinh.
Thời Nguyễn, gia tộc họ Thân cũng có 10 vị cử nhân và 1 vị tiến sĩ.
Hiện nay, nhiều đường phố, trường học tại Việt Nam mang tên ông. Tên ông còn được cho một giải thưởng báo chí tại Việt Nam.

## Tác phẩm
- Thiên Nam dư hạ tập
- Thân chinh ký sự
- Văn bia Chiêu Lăng, viết về vua Lê Thánh Tông, đặt tại lăng vị vua này
- Văn bia tiến sĩ: Đại Bảo tam niên Nhâm Tuất khoa tiến sĩ đề danh ký, Hồng Đức thập bát niên Đinh Mùi khoa tiến sĩ đề danh ký.
- Thơ phú có vài chục bài trong:

- Hồng Đức quốc âm thi tập, bình và họa lại thơ vua Lê Thánh Tông.
- Quỳnh uyển cửu ca.